# Luftburen smittspridning

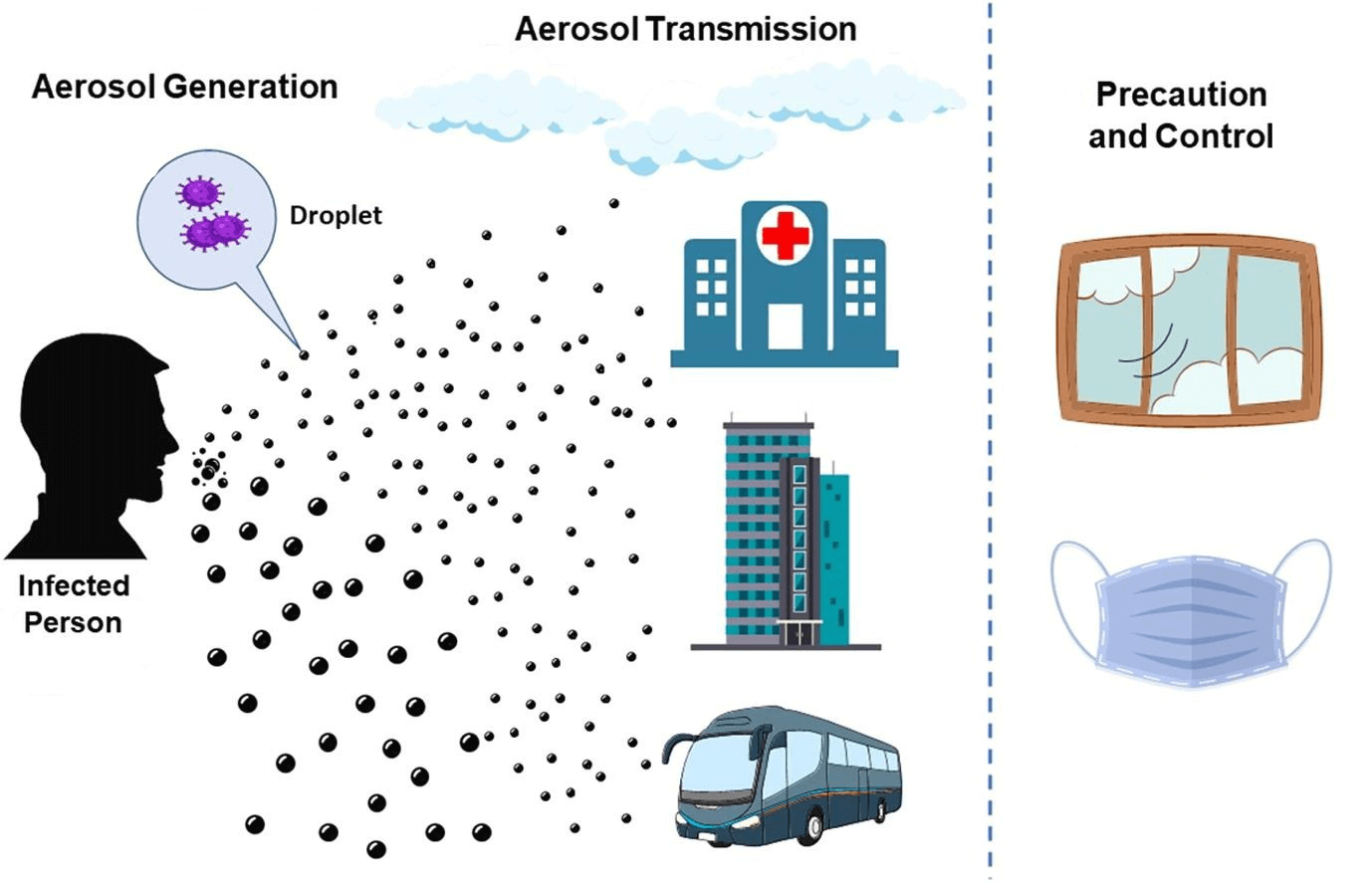
Infekterade människor genererar både stora droppar och aerosoler som kan sprida smitta över längre avstånd.

Luftburen smittspridning eller smitta via aerosoler innebär att en smittsam infektionssjukdom sprids genom små partiklar som svävar i luften. Smittämnen som sprids på detta sätt finns både inom human- och veterinärmedicin. Smittämnet kan utgöras av virus, bakterier eller svampar, och de kan spridas genom utandning, tal, hosta, nysning, damm som virvlar upp från ytor, sprayer, toalettspolning eller andra aktiviteter som genererar aerosolpartiklar eller -droppar.
Denna artikel handlar om spridning av smittsamma infektionssjukdomar via ett smittämne i luften och inkluderar inte sjukdomar orsakade av luftföroreningar.
Traditionellt har det inom den medicinska vetenskapen ansetts finnas en tydlig gräns mellan smittspridning via aerosoler och droppar, och uppdelningen har legat till grund för skyddsåtgärder inom sjukvården.Droppar från luftvägarna anses snabbt falla till marken efter utsöndring: men mindre droppar och aerosoler innehåller också levande smittämnen, kan kvarstanna i luften längre och förflyttas längre sträckor. Individer utsöndrar aerosoler och droppar i ett brett spektrum av storlekar och koncentrationer, och mängden som produceras varierar mellan personer och också mellan aktiviteter. Droppar större än 100 μm faller vanligtvis till marken inom 2 m. Mindre partiklar kan dock kvarstanna i luften under längre tid och därmed förflytta sig längre samt ansamlas i luften i ett rum.
Traditionellt har man dragit en storleksgräns mellan luftburen smitta (aerosoler) och droppsmitta på 5 μm. Denna har på senare tid förkastats, eftersom utandade partiklar består av ett kontinuum av storlekar vars öden beror, utöver deras ursprungliga storlekar, på hur de påverkas av olika faktorer i miljön. Data rörande spridning av luftvägssekret inomhus antyder att droppar/aerosoler i storleken 20 μm initialt färdas med luftflödet från hostningar och luftkonditionering som aerosoler, och sedan faller med gravitationen på ett större avstånd som "jetryttare". Eftersom partiklar med denna storlek filtreras bort mest effektivt i nässlemhinnan, vilket är en ingångsport för Covid-19, kan aerosoler/droppar med denna storlek bidra till att driva covid-19-pandemin.

## Översikt
Luftburna infektionssjukdomar kan överföras från en individ till en annan genom luften. De smittämnen som överförs kan vara vilken typ av mikrober som helst, och de kan spridas i aerosoler, damm eller droppar. Aerosolerna kan genereras från infektionskällor såsom kroppssekret från en infekterad individ eller biologiskt avfall. Infektiösa aerosoler kan förbli svävande i luftströmmar tillräckligt länge för att förflyttas avsevärda avstånd; nysningar kan till exempel sprida smittsamma droppar tio meter eller längre.
Både allergener och smittämnen som sprids via luften kommer vanligtvis in i kroppen via näsa, svalg, bihålor och lungor. Inandning av dessa patogener kan leda till infektion i luftvägarna som sedan kan spridas till resten av kroppen. 
Vanliga infektionssjukdomar som har visat sig kunna spridas via luften inkluderar Sars-cov-2 (som ger upphov till sjukdomen Covid-19); mässling, vattkoppor; Mycobacterium tuberculosis, influensa, enterovirus, norovirus, men även andra coronavirus, adenovirus och möjligen respiratoriskt syncytialvirus. En del smittämnen som kan spridas på fler än ett sätt är anisotropiska, vilket innebär att smittvägen påverkar vilken typ av sjukdom som uppkommer samt sjukdomens allvarlighetsgrad. Några exempel är bakterierna Yersinia pestis (som orsakar sjukdomen pest) och Francisella tularensis (som orsakar sjukdomen tularemi, också kallad harpest), vilka båda kan ge svår pneumoni om smittämnet inhaleras via luftburen smittspridning.
Otillräcklig ventilation ökar risken för smittspridning via luften genom att aerosoler då kan ansamlas inomhus. Ju fler personer som är samlade på en plats desto större är risken att en smittsam person befinner sig där. Trånga utrymmen med mycket folk innebär således en ökad smittrisk. Ju längre en mottaglig person vistas i ett sådant utrymme, desto större risk att bli smittad. Luftburen smittspridning är komplex och svår att påvisa entydigt men Wells-Riley-modellen kan användas för att göra enkla uppskattningar av sannolikheten för infektion.
Vissa luftburna sjukdomar kan drabba andra djurarter än människa. Ett exempel är Newcastlesjukan, en fågelsjukdom som drabbar många typer av tamfjäderfä världen över.
Det har föreslagits att luftburen smittspridning skulle kunna delas upp i tre kategorier: obligat, företrädesvis, samt opportunistisk, men det finns begränsat med vetenskaplig data som stödjer betydelsen av dessa tre kategorier. Obligat luftburna infektioner sprids endast genom aerosoler; det vanligaste exemplet från denna kategori är tuberkulos. Företrädesvis luftburna infektioner, som vattkoppor, kan spridas genom andra smittvägar, men sprids huvudsakligen via aerosoler. Opportunistiskt luftburna infektioner, som influensa, sprids huvudsakligen genom andra smittvägar; men, under fördelaktiga förhållanden, kan smittspridning via aerosoler sker.

## Smittspridning
Ett smittämnes förmåga att spridas via luften påverkas också av miljöfaktorer, där de mest uppenbara miljöförhållandena är temperatur och relativ fuktighet.Spridningen av luftburna infektionssjukdomar påverkas av alla faktorer som påverkar temperatur och luftfuktighet, i både meteorologiska (utomhus-) och mänskliga (inomhus-) miljöer. Andra omständigheter som påverkar spridningen av smittämnen via luften kan vara pH, salthalt, vind, luftföroreningar och solstrålning samt mänskligt beteende.
- Relativ fuktighet (RH) spelar en viktig roll för avdunstning av droppar och avståndet de färdas. 30 μm droppar avdunstar på sekunder.[26] CDC rekommenderar minst 40 % RF inomhus[27] för att avsevärt minska smittsamheten hos luftburna virus. En idealisk luftfuktighet för att förhindra luftburen virusöverföring vid rumstemperatur verkar vara mellan 40 % och 60 % RH. Om den relativa luftfuktigheten sjunker under 35 % RH stannar smittsamt virus längre i luften.
- Antalet regniga dagar[28] (viktigare än total nederbörd);[29][30] medelvärdet dagliga soltimmar;[31] latitud och höjd[29] är relevanta vid bedömning av risken för spridning av luftburna infektionssjukdomar. Vissa sällsynta eller exceptionella händelser påverkar spridningen av luftburna sjukdomar, inklusive tropiska stormar, orkaner, tyfoner eller monsuner.[32]
- Klimatet påverkar temperatur, vindar och relativ luftfuktighet, de viktigaste faktorerna som påverkar spridningen, varaktigheten och smittsamheten hos droppar som innehåller smittämnen.[23] Influensaviruset sprids lätt under vinterhalvåret på norra halvklotet på grund av klimatförhållanden som gynnar virusets smittsamhet.[25]
- Enstaka väderhändelser minskar koncentrationen av luftburna svampsporer ; några dagar senare ökar antalet sporer exponentiellt.[33]
- Socioekonomi har en mindre roll i överföring av luftburna infektionssjukdomar. I städer sprider sig luftburna sjukdomar snabbare än på landsbygden och i städernas utkanter. Landsbygdsområden har generellt högre luftburen svampspridning.[34]
- Närhet till stora vattendrag som floder och sjöar kan förstärka spridningen av luftburna infektionssjukdomar.[32]
- Ett direkt samband mellan otillräcklig ventilation och ökad överföring av covid-19 har observerats. Före covid-19 fokuserade standarder för ventilationssystem mer på att tillföra tillräckligt med syre till ett rum, snarare än sjukdomsrelaterade aspekter av luftkvalitet.[4]
- Dåligt underhåll av luftkonditioneringssystem har lett till utbrott av Legionella pneumophila.[35]
- Sjukhusförvärvade luftburna infektionssjukdomar är förknippade med bristande resurser och dåligt underhållna medicinska system.[36]
- Luftkonditionering kan minska överföringen genom att ta bort förorenad luft, men kan också bidra till spridningen av luftvägssekret i ett rum.[7]

## Förebyggande åtgärder
För att minska risken för smittspridning tillämpas ofta ett spektrum av åtgärder där varje intervention bidrar till att begränsa smittspridningen. Spektrumet kan innefatta individåtgärder (t.ex. maskbärande, handhygien), miljöåtgärder (t.ex. ytdesinfektion, ventilation och luftfiltreringsåtgärder för att kontrollera inomhusmiljön), hälso- och sjukvårdsåtgärder (t.ex. vaccination) och folkhälsoåtgärder på befolkningsnivå (t.ex. testning, karantän och kontaktspårning).
Förebyggande åtgärder kan inkludera vaccination riktad mot en specifik sjukdom men även åtgärder som inte innefattar läkemedel, som att bära andningsskydd och begränsa tiden som spenderas i närheten av smittsamma individer. Att bära en ansiktsmask kan minska risken för luftburen smittspridning genom att det begränsar överföringen av luftburna partiklar mellan individer. Vilken typ av mask som är effektiv mot luftburen smittspridning är beroende av storleken på partiklarna. Medan vätskeresistenta kirurgiska masker förhindrar inandning av stora droppar, kräver mindre partiklar (aerosoler) en högre skyddsnivå med filtreringsmasker klassade enligt N95 (USA) eller FFP3 (EU). Användning av FFP3-masker av personal som hanterar patienter med covid-19 har visat sig minska risken för personalen att själva insjukna i covid-19.
Åtgärder som syftar till att kontrollera eller fullständigt eliminera exponering för en fara anses stå högre ikontrollhierarkin än personlig skyddsutrustning (PPE). Exempel på sådana lösningar är effektiv ventilation med högfrekventa luftbyten, eller luftfiltrering genom högeffektiva partikelfilter. Förbättrad ventilation minskar detekterbara nivåer av virus och andra bioaerosoler, vilket förbättrar miljön för alla i området som ventilationen täcker. Portabla luftfilter, såsom de testade i Conway Morris A et al., utgör en lösning som är lätt att placera ut när befintlig ventilation är otillräcklig, till exempel i anläggningar som byggts om för att vårda patienter med COVID-19.
Folkhälsomyndigheten i varje land, t.ex. United States Centers for Disease Control and Prevention (CDC) i USA, ger allmänheten råd om vaccination och att följa noggranna hygien- och sanitetsprotokoll för att förebygga luftburna infektionssjukdomar. Många specialister inom folkhälsa och infektionssjukdomar rekommenderar fysisk distansering (även känd som social distansering) för att minska risken för smittspridning.
I en studie från 2011 drogs slutsatsen att vuvuzelas (en typ av instrument som bland annat används av en del åskådare vid fotbollsmatcher) utgjorde en särskilt hög risk för luftburen smittspridning, eftersom de spred ett mycket högre antal aerosolpartiklar än t.ex. att skrika.
Exposition för ett smittämne innebär dock inte automatiskt infektion. Bildandet av aerosoler, effektiv transport av aerosoler genom luften, inandning av en känslig mottagare och deponering i luftvägarna är alla viktiga faktorer som bidrar till den totala infektionsrisken. Dessutom måste virusets infektiva förmåga bibehållas under alla dessa stadier för att infektion ska kunna uppstå. Risken för infektion är därutöver beroende av statusen hos mottagarens immunförsvar samt mängden infektiösa partiklar som mottagaren utsätts för.